# Joegoslavisch Volksleger

logo van het Joegoslavisch Volksleger

Het Joegoslavisch Volksleger (Servisch: Jugoslovenska Narodna Armija (JNA), Југословенска народна армија (Јна); Sloveens: Jugoslovanska ljudska armada (Jla)) werd gedurende Tweede Wereldoorlog opgericht als gewapende tak van het antifascistische verzet in Joegoslavië. Na de oorlog werd het omgevormd tot een nationaal leger met een sterk communistisch karakter. Zo bestond in 1990 96% van de officieren en de helft van de burgermedewerkers uit leden van de Joegoslavische Communistenbond. Hoewel al in 1953 de naar Sovjetmodel ingestelde politieke commissaris werd afgeschaft, bleef politiek een belangrijke rol spelen in de JNA.
In de jaren tachtig had de JNA een mankracht van 240.000 soldaten (190.000 bij de landmacht, 37.000 bij de luchtmacht en 13.000 bij de marine). Daarnaast waren er 500.000 reservisten, bestond er een territoriale verdediging van 1 miljoen man en bestond er een burgerverdediging van 2 miljoen man. De dienstplicht duurde 15 maanden. Er bestond geen mogelijkheid van dienstweigering.
Aan het begin van de jaren negentig was de JNA het vierde leger in Europa. Toen in de jaren negentig verschillende Joegoslavische republieken zich afscheidden en zich onafhankelijk verklaarden, werd het JNA ingezet in de strijd tegen deze republieken. Het werd daardoor al snel geassocieerd met een Servisch leger. Na de oorlog is een groot deel van het JNA-materieel in Servië en Montenegro terechtgekomen, maar veel materiaal bleef ook achter in de andere republieken, of was verwoest.
Overigens was het niet alleen in het Servische leger waar delen van het nationale Joegoslavische leger werden teruggevonden. Tijdens de Bosnische Oorlog waren de territoriale verdediging en de burgerverdediging de fundamenten voor verschillende lokale milities.
Sloveense Oorlog (1991) · Kroatische Oorlog (1991-95) · Bosnische Burgeroorlog (1992-95) · Kroatisch-Bosniakse Oorlog (1992-94) · Kosovo-oorlog (1998-99) · Operatie Allied Force (1999) · Conflict in de Preševo-vallei (2001) · Macedonisch conflict (2001)